# 365

## Události
- 21. července – Zemětřesení na Krétě – mohutná vlna tsunami zničila východní Středomoří.

## Narození
- Tchao Jüan-ming – čínský básník

## Úmrtí
- Felix II. – vzdoropapež

## Hlavy států
- Papež – Liberius (352–366)
- Římská říše – Valens (východ) (364–378), Valentinianus I. (západ) (364–375)
- Perská říše – Šápúr II. (309–379)